# Clitofonte Alberto Bellini
Clitofonte Alberto Bellini (Vicenza, 1852 – Milano, 1935) è stato un economista italiano.

## Biografia
Compie i propri studi all'Università Ca' Foscari Venezia ed è allievo di Fabio Besta, il fondatore della moderna ragioneria. In seguito si converte alla logismografia, e diviene un convinto sostenitore delle teorie del suo fondatore, Giuseppe Cerboni. Si dedica ben presto all'insegnamento, ottenendo prima la cattedra di professore incaricato all'Istituto Tecnico di Sassari e successivamente a Cagliari.
Passa poi, in qualità di professore ordinario di Ragioneria Generale, all'Istituto Tecnico Carlo Cattaneo di Milano, per essere chiamato in seguito all'Istituto Superiore di Scienze Economiche e Commerciali di Genova, come professore incaricato di Ragioneria industriale.
Nello stesso tempo svolge anche la libera professione, che gli permette di ricoprire diversi incarichi come consulente o consigliere di amministrazione in importanti società commerciali ed istituti di credito. Scompare nel 1935 a Milano, dopo aver pubblicato numerose opere scientifiche per i tipi dell'editore Ulrico Hoepli, con il quale aveva intrattenuto per tutta la vita cordiali rapporti.

## Opere
- La Logismografia e le sue forme, ovvero la tecnica delle scritture secondo il metodo razionale: studi comparativi, Reggio Emilia, 1883;
- Scopo e forma generale dei rendiconti, in III Congresso dei Ragionieri, Milano, 1885;
- Il pensiero e l'opera di Giuseppe Cerboni. Conferenza tenuta presso il Collegio dei Ragionieri di Milano il 29 novembre 1913, Roma, 1914;
- Trattato di ragioneria applicata alle aziende private con un'appendice sulle funzioni speciali del ragioniere, Milano, Hoepli, 1921, 8^;
- L'istituto dei sindaci nel progetto del nuovo Codice di Commercio, Città di Castello, 1923;
- Seicento temi di computisteria e ragioneria, Milano, Hoepli, 1924, 3^;
- Il Bilancio delle società anonime visto attraverso una recente importante pubblicazione, Roma, 1925;
- Sulle nuove modifiche proposte al Codice di Commercio in ordine a questi tre capi: "libri commerciali, sindaci e bilancio delle società per azioni", Roma, 1925;
- Trattato di Ragioneria Applicata alle Aziende private, Milano, 1932, 9^;
- Trattato elementare teorico-pratico di ragioneria generale, Milano, 1932, 8^;
- La scrittura doppia americana detta a giornale mastro, Milano, Hoepli, 1935, 5^ - opera premiata al Grand Concours International de Comptabilité de Paris, 1900;